# 울라티르소
울라티르소(Ula Tirso, 사르데냐어로는 Ula)는 이탈리아 사르데냐주 오리스타노도에 있는 코무네이다. 칼리아리 북쪽으로 약 90 킬로미터 (56 mi), 오리스타노 북동쪽으로 약 30 킬로미터 (19 mi) 떨어져 있다. 2004년 12월 31일 기준으로 인구는 616명이고 면적은 18.8 제곱킬로미터 (7.3 mi2)이다.
울라티르소는 아르다울리, 부사키, 길라르차, 네오넬리, 오르투에리 등의 코무네와 접한다.